# Gare de Musashi-Urawa
La gare de Musashi-Urawa (武蔵浦和駅, Musashi-Urawa-eki) est une gare ferroviaire de la ville de Saitama, dans la préfecture éponyme au Japon. La gare est desservie par les lignes Musashino et Saikyō de la JR East.

## Situation ferroviaire
La gare de Musashi-Urawa est située au point kilométrique (PK) 29,5 de la ligne Saikyō et au PK 58,6 de la ligne Musashino.

## Histoire
La gare a été inaugurée le 30 septembre 1985.

## Services aux voyageurs

### Accès et accueil
La gare dispose d'un bâtiment voyageurs, avec guichet, ouvert tous les jours.

### Desserte
- Ligne Musashino :
  - voie 1 : direction Nishi-Funabashi
  - voie 2 : direction Fuchū-Hommachi
- Ligne Saikyō :
  - voies 3 et 4 : direction Ōsaki (interconnexion avec la ligne Rinkai pour Shin-Kiba)
  - voies 5 et 6 : direction Ōmiya (interconnexion avec la ligne Kawagoe pour Kawagoe)